# Донець Євген Степанович
Євген Степанович Донець — сержант служби цивільного захисту, старший пожежний 4-ї пожежно-рятувальної частини Державної служби України з надзвичайних ситуацій.

## Біографія
Пожежний зранку вирушив на ліквідацію пожежі на цивільному об'єкті в с. Наталівка Запорізької області, що виникла внаслідок обстрілів російською армією. Загинув внаслідок вибуху під час гасіння загоряння, бо ворог завдав повторного удару в епіцентр займання.

## Нагороди
- орден «За мужність» III ступеня (2022, посмертно) — за особисту мужність і самовіддані дії, виявлені у захисті державного суверенітету та територіальної цілісності України, вірність військовій присязі.